# Klus (Balsthal)
Klus ist ein Dorf im Kanton Solothurn, das zur Gemeinde Balsthal gehört. Das Dorf liegt in der Klus von Oensingen-Balsthal an der Dünnern. Die erste urkundliche Erwähnung erfolgte im Jahr 1308 unter dem Namen Clusen.

## Geschichte

Historisches Luftbild aus 1500 m Höhe von Walter Mittelholzer von 1919

Im Mittelalter stand in der Klus die Dingstatt Innert dem Rossnagel des Buchsgaus mit einem Landgericht, das bis 1513 tätig war. Das ummauerte Städtchen wurde um 1240/1250 von den Grafen von Falkenstein gegründet, um den Nordausgang der Klus sperren zu können. Trotz Zollstatt und Marktrecht besass es nie mehr als 16 Hofstätten mit rund 100 Einwohnern. Das Städtchen wurde 1375 von den Guglern zerstört. 1420 fiel Klus mit der Herrschaft Alt-Falkenstein an die Stadt Solothurn und wurde der Gemeinde Balsthal zugeteilt. 1632, während des Dreissigjährigen Krieges, kam es zu einem Zusammenstoss, dem Kluser Handel, zwischen Solothurner und durchziehenden Berner Truppen, der in einen eidgenössischen Bürgerkrieg auszuarten drohte.
Die erste eigene Schule wurde 1860 eingerichtet. Das ehemalige Stadtrecht blieb als Korporation Klus (heute: Bürgergemeinde Balsthal) mit eigenem Bürgerrecht und Wald erhalten.

## Wirtschaft
Die wirtschaftlichen Anfänge begannen Mitte des 15. Jahrhunderts mit der Glaserbruderschaft St. Agatha mit 21 Meistern, einer Hammerschmiede und Eisenschmelze zur Verhüttung des Bohnerzes im Tal.
Vom ausgehenden 15. bis Mitte des 19. Jahrhunderts zählte Klus etwa einen Viertel der Einwohner von Balsthal und stellte eine der vier Rotten zu Dorfwacht und Feuerwehr. Ab dem 16. Jahrhundert profitierte die Klus vom Passverkehr über den Oberen Hauenstein.
1813 begann der grosse wirtschaftliche Aufschwung mit der Errichtung eines Hochofens durch den Solothurner Ratsherrn Ludwig von Roll. Dem Hochofen wurde 1827 eine Giesserei angegliedert, die im Jahre 1900 900 und 1913 1230 Arbeiter beschäftigte. Der ganze Talboden wurde mit Werkgebäuden und Arbeiterhäusern verbaut.

## Sehenswürdigkeiten
Die um 1100 erbaute Burg Alt-Falkenstein befindet sich an der engsten Stelle der Klus oberhalb des Städtchens. Die Josefskapelle wurde 1760 gestiftet.
Der Blick von der Schwängimatt zeigt den Faltenjura und das westliche Mittelland. In der Klus tritt die Entstehungsgeschichte des Juragebirges zu Tage, die Faltungsschichten sind aufgeschlossen.

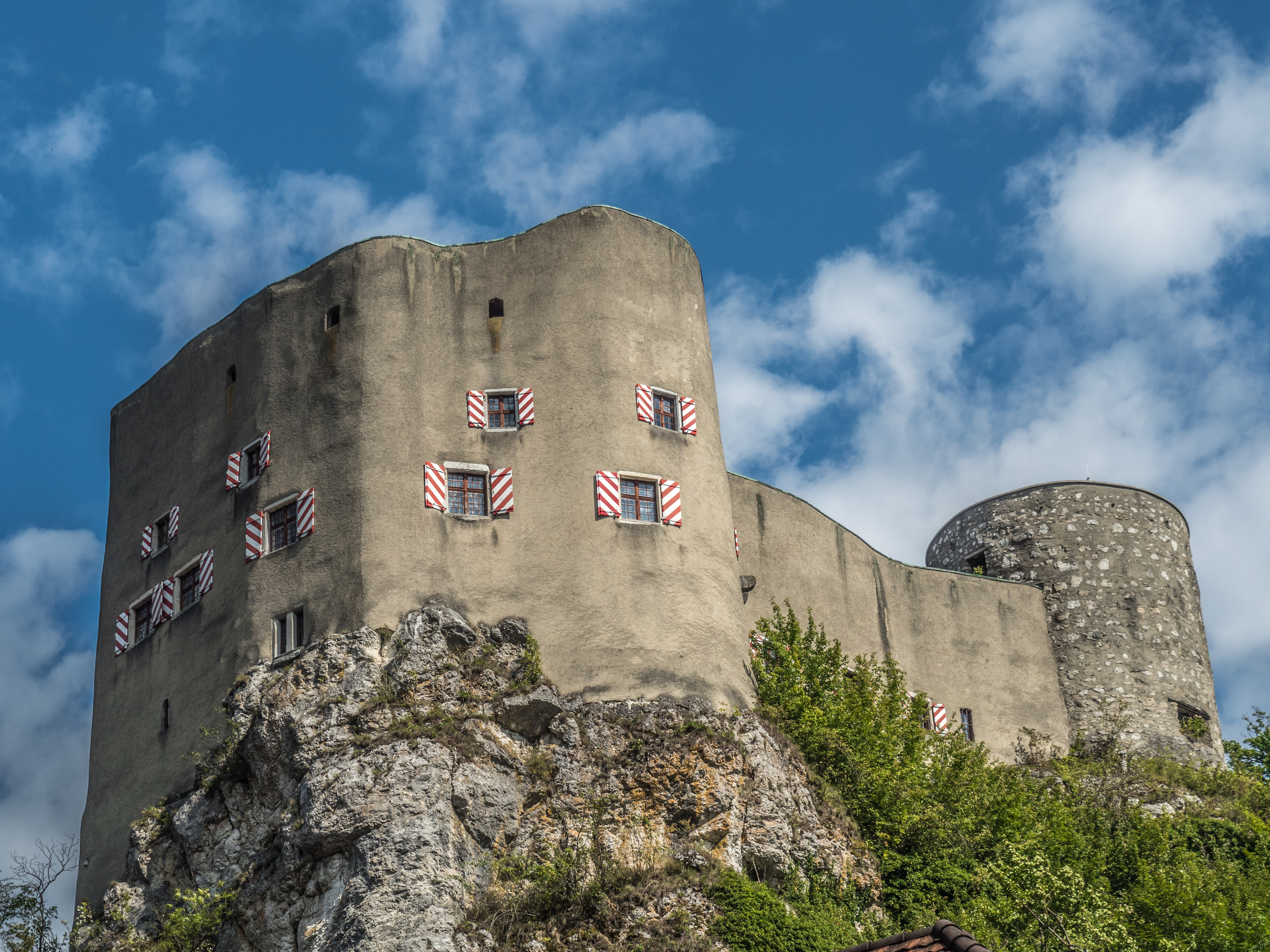
Burg Alt-Falkenstein
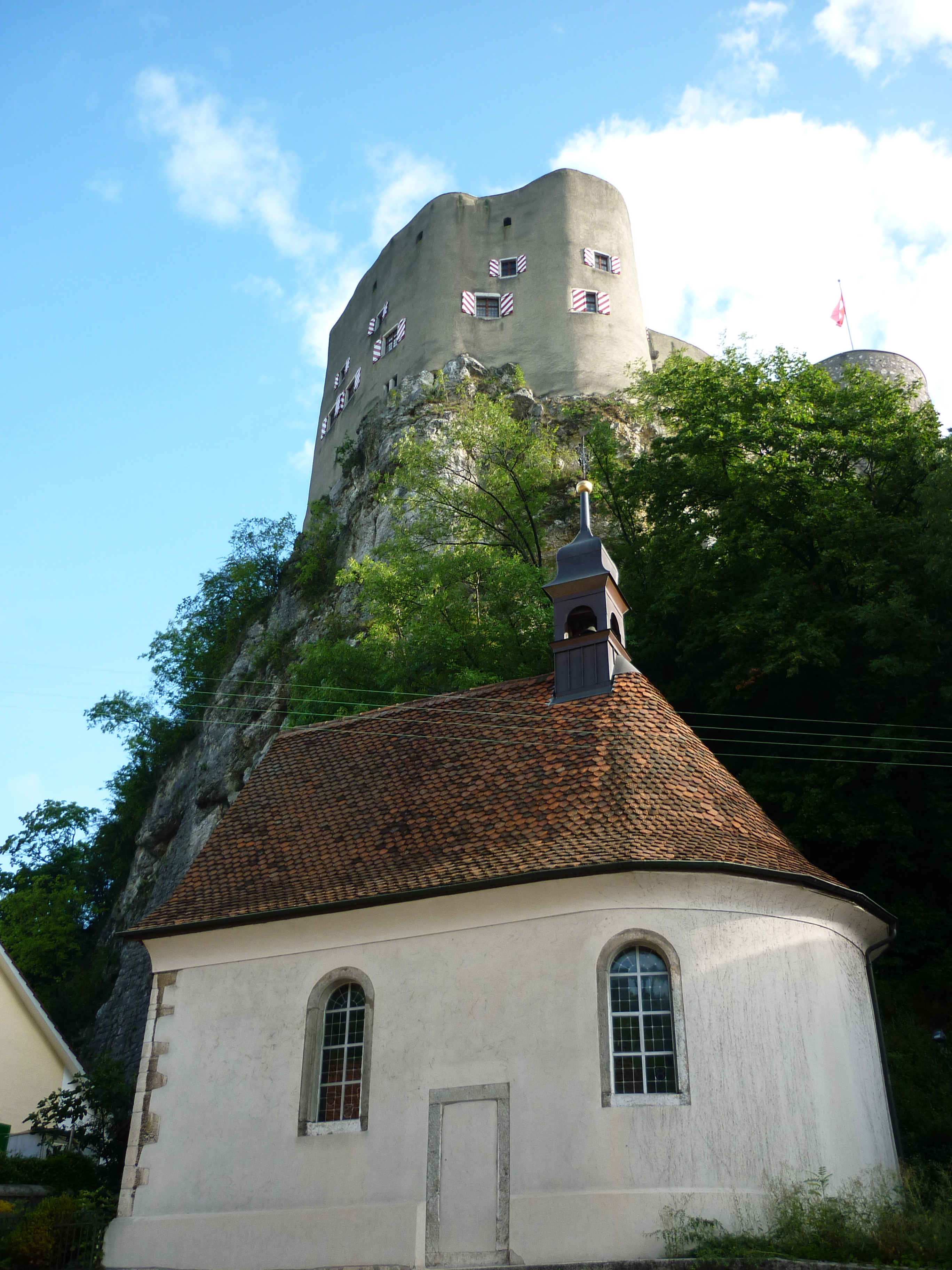
Josefskapelle von 1760
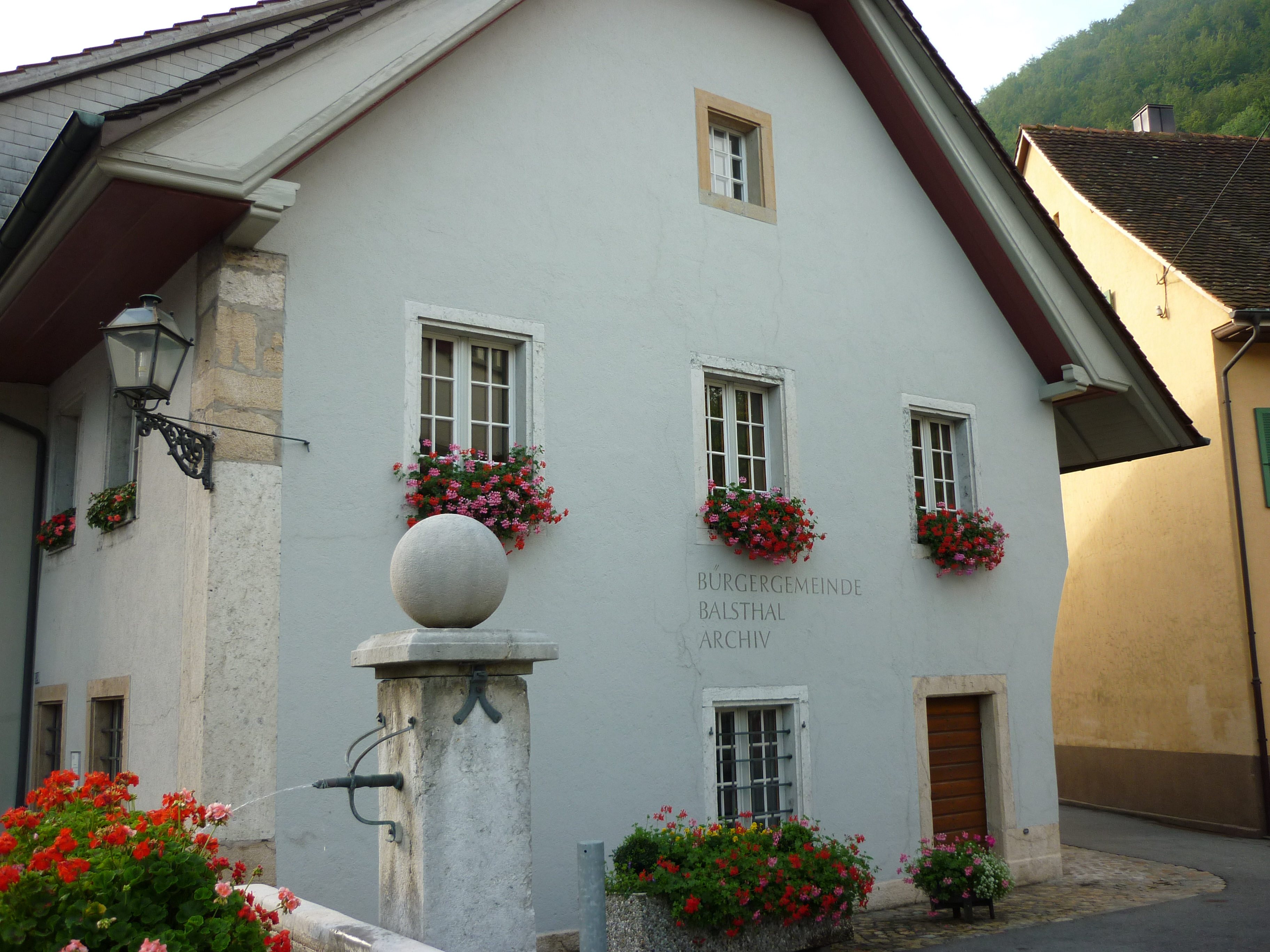
Ehemaliges Archiv der Bürgergemeinde Balsthal
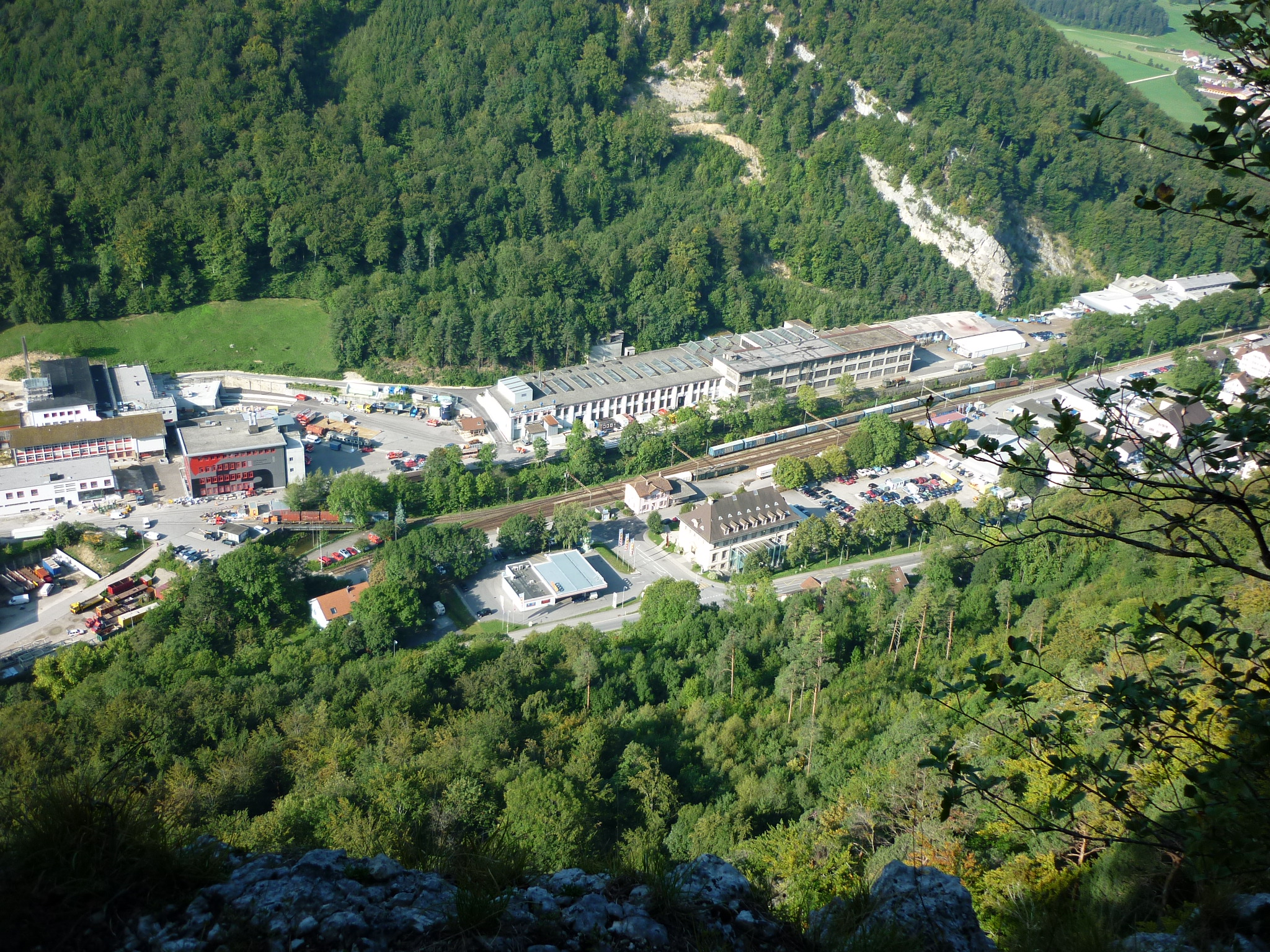
Bahnhof Klus und Verwaltungsgebäude Schmelzerei